# Music Macro Language
Music Macro Language (MML) est un langage de description musical (en) utilisé pour les séquences musicales sur micro-ordinateurs, et systèmes de jeu (bornes d'arcade et consoles de jeu).
Le développement de ce langage a commencé sur le Sharp MZ-40 en 1978, ainsi que dans avec le BASIC MASTER MB-6880 (ja) (japonais : ベーシックマスター), sur lequel la musique pouvait être générée en utilisant le langage BASIC.